# Aachener Ingenieurpreis

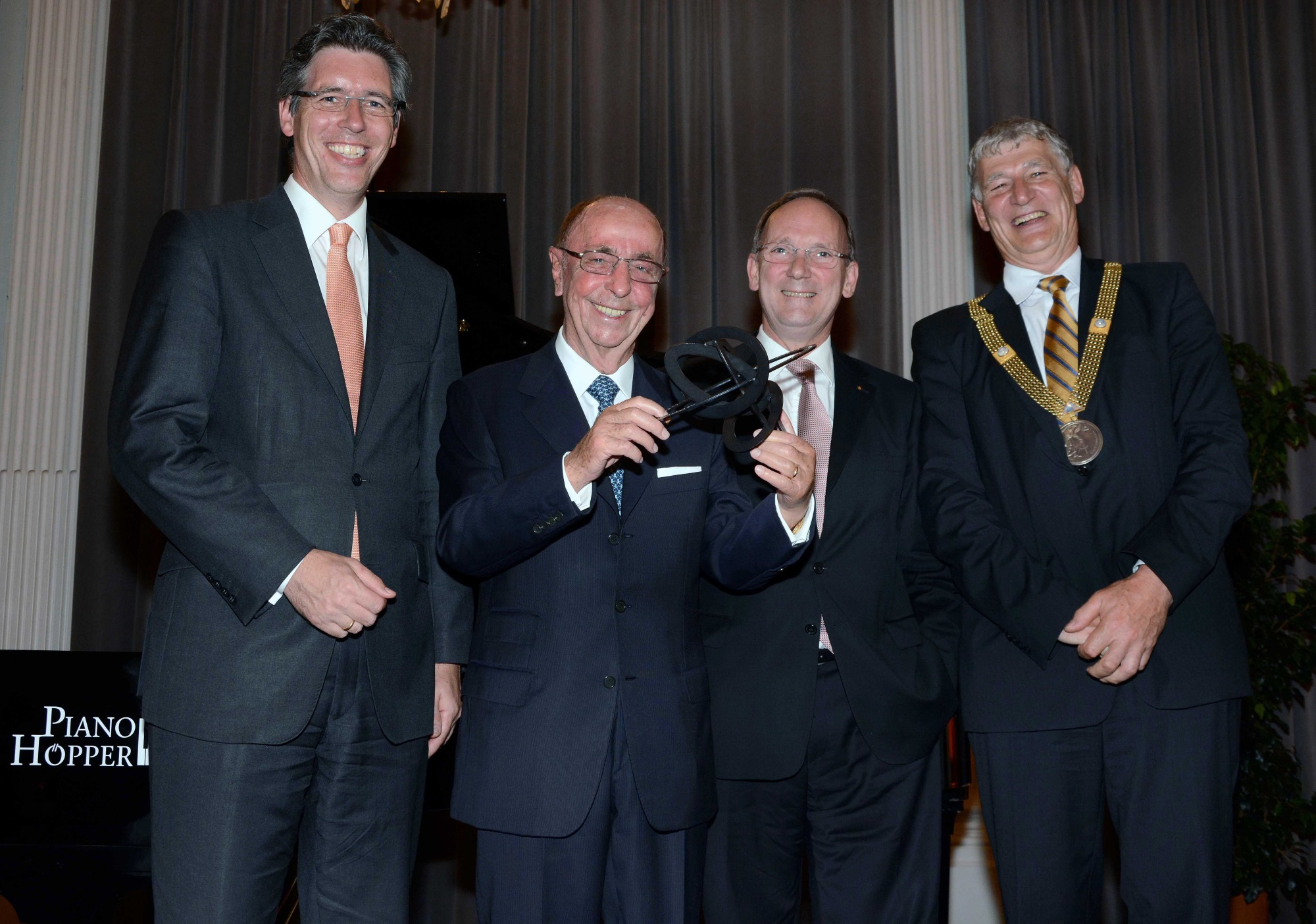
A RWTH e a cidade de Aachen condecoram o Professor Berthold Leibinger (segundo a partir da esquerda) com o Aachener Ingenieurpreis. O Oberbürgermeister Marcel Philipp, Hubert Herpers, diretor da Sparkasse Aachen e o reitor da RWTH Ernst Schmachtenberg (a partir da esquerda) congratulam o laureado.

O Aachener Ingenieurpreis é um prêmio em engenharia concedido anualmente desde 2014 pela Universidade Técnica da Renânia do Norte-Vestfália em Aachen (RWTH Aachen) conjuntamente com a cidade de Aachen. Com o prêmio são reconhecidas personalidades que contribuíram com sua obra para o desenvolvimento da ciência da engenharia.

## Recipientes
- 2014: Berthold Leibinger – Engenheiro que contribuiu com a tecnologia do laser
- 2015: Franz Pischinger – renomado pesquisador e desenvolvedor de motores
- 2016: Thomas Reiter – astronauta
- 2017: Manfred Weck